# 8926 Abemasanao
A 8926 Abemasanao (ideiglenes jelöléssel 1996 YK) egy kisbolygó a Naprendszerben. Kobajasi Takao fedezte fel 1996. december 20-án.